# Мавроміхаліс
Мавроміхаліс (грец. Μαυρομιχάλης) — впливова грецька родина родом з півострова Мані (південний край Пелопоннеса), де ще з давнини збереглись елементи громадо-родового строю, на базі яких у середньовіччі сформувалась особлива кланова система, дуже схожа на мафіозні структури Південної Італії та Сицилії.
Представники родини брали активну участь у Грецькій революції та подальшій внутрішньополітичній боротьбі, що супроводжувала становлення Грецької держави. Родина була опозиційною до уряду Іоанна Каподистрії, в результаті чого Петрос Мавроміхаліс був ув'язнений, а його син Георгіос і брат Константінос здійснили вбивство прем'єр-міністра Іоанна Каподистрії та загинули самі.

## Видатні представники родини
- Петрос Мавроміхаліс — (Петробей), уродженець Майни, один з лідерів грецької Визвольної війни.
- Киріякуліс Мавроміхаліс
- Іліас Мавроміхаліс
- Константінос Мавроміхаліс